# Dismidila abrotalis
Dismidila abrotalis är en fjärilsart som beskrevs av Francis Walker 1859.
Dismidila abrotalis ingår i släktet Dismidila och familjen Crambidae. Inga underarter finns listade i Catalogue of Life.